# Francisco González (esgrimista)
Francisco González (nascido em 24 de abril de 1893, data de óbito desconhecida) foi um espanhol esgrimista. Ele competiu em três eventos nos jogos Olímpicos de Verão de 1928.